# Museum Paul Tétar van Elven

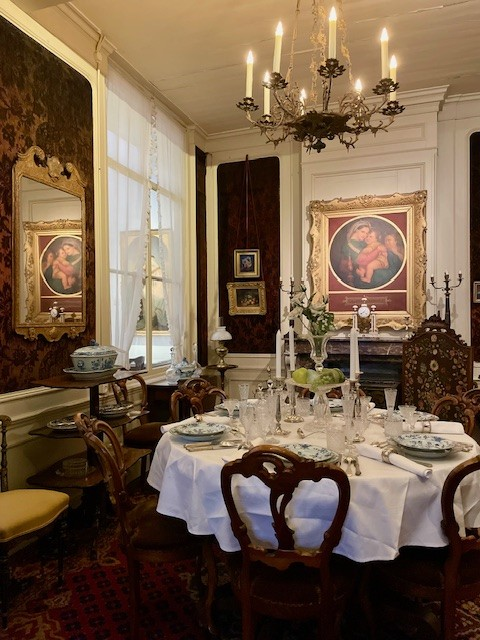
Eetkamer Museum Paul Tetar van Elven

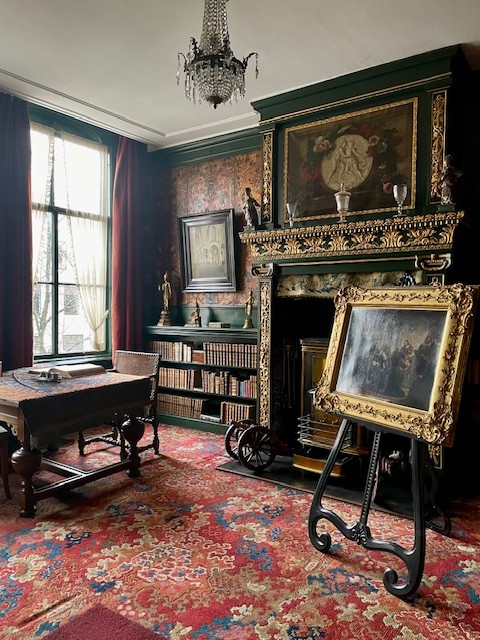
Bibliotheek Museum Paul Tetar van Elven

Museum Paul Tétar van Elven is een Nederlands museum gelegen aan de Koornmarkt 67 in de Nederlandse stad Delft. In dit huismuseum staat de kunstschilder en verzamelaar Paul Tétar van Elven (1823-1896) centraal, die hier woonde in de periode 1864-1894. In dit vijf eeuwen oude grachtenhuis is zijn werk te zien, evenals zijn verzameling beeldende en toegepaste kunst. 

## De geschiedenis van het grachtenhuis
Het grachtenhuis aan de Nieuwe Delft is herbouwd na de stadsbrand van 1536. De kelder met tongewelf dateert uit circa 1400. De naam Voorstraet Corenmarct is voor het eerst in 1532 vermeld. Het huisnummer 67 dateert uit 1877. 
Dit huis behoorde evenals de naburige panden op de nummers 63, 65 en 71 gedurende de zestiende eeuw tot het complex van de bierbrouwerij Het Dubbelde Cruys aan de Oude Delft 48-52. In de zestiende eeuw werd het huis bewoond door Machtelt van Adrichem (1535-1597) en haar man Adriaen Arlewijnsz van der Made (overl. 1580). Machtelt was de dochter van de brouwer van Het Dubbelde Cruys, Adriaen Claesz van Adrichem (1503-1560), die tevens meerdere keren burgemeester van Delft was. Haar broer was de schrijver Christiaan Kruik van Adrichem wiens bijnaam Kruik of Crucius verwijst naar de brouwerij van zijn familie. Hun zuster werd de grootmoeder van Hugo de Groot. 
Later werd het pand eigendom van Machtelts schoonzoon Simon van Groenewegen waardoor het drie generaties ging toebehoren aan de familie Van Groenewegen. Tot in de negentiende eeuw bleef het huis eigendom van Delftse regentenfamilies die allemaal gerelateerd waren, te weten de families Fijck en Van den Mierop (1667-1709), Van der Dussen (1709-1720) en hun nazaten Van Kinschot en Van Briell, Ingelbij, Graswinckel en Van Slingelandt (1795-1825). Daarna werd het pand bewoond door de bankier Jan le Fevre (1825-1832) en de boterhandelaar Hendrik Pieter Kleijn van Willigen (1832-1863). Niet al deze eigenaren bewoonden het pand zelf, want het werd geregeld voor langere tijd verhuurd. 
Het grachtenhuis is met name ingrijpend verbouwd door de familie Van der Dussen in de periode 1709-1720. Er werd toen een eetkamer aan de huidige salon gebouwd, het achterhuis werd vernieuwd en er werd een gang gerealiseerd die doorliep tot aan de tuin. Tevens werd de gevel aangepast en verhoogd. De raampartijen zijn rond 1800 nogmaals aangepast aan de toenmalige Empirestijl, toen het huis eigendom was van het echtpaar David Graswinckel (1732-1803) en Elisabeth Christina van Slingelandt (1734-1824), die woonden in het achtergelegen stadspaleis Oude Delft 48.

## Geschiedenis van het museum
De kunstschilder en verzamelaar Paul Tétar van Elven (1823-1896) verhuisde in 1855 naar Delft, omdat hij in 1854 door Thorbecke was aangesteld als onderwijzer handtekenen aan de Koninklijke Akademie, later de Polytechnische School. Hij woonde eerst aan de Voorstraat en daarna aan de Wijnhaven. In januari 1864 kocht hij op een veiling het grachtenpand aan de Koornmarkt 67, waar hij met zijn echtgenote Louisa ('Louise') Schmit (1823-1883) en later zijn tweede echtgenote Mechelina ('Helena') van Duuren (1852-1925) en zijn dienstbodes Neeltje Romeijn en Jacoba Jansen ging wonen. Na zijn pensioen in 1894 verhuisde hij met Helena naar hun nieuwe huis aan de Nieuwe Badhuisweg 1 (thans Badhuisweg 65) in Scheveningen. Het huis in Delft werd toen verhuurd. Na Helena Pitlo-van Duurens dood in 1925 werd het pand in 1926-1927 aangepast om in gebruik te worden genomen als museum, conform de wens van Helena zoals neergelegd in haar testament. Daarbij nam ze vrijwel letterlijk de wens van Paul over, zoals door hem in zijn testament van 1887 beschreven mocht hij Helena overleven. In het huis moesten worden tentoongesteld de verzamelingen schilderijen, prenten, antieke meubelen, keramiek, boeken, wapens, kostuums en preciosa.   
Op 23 juni 1927 is het museum geopend. De eerste voorzitter van het bestuur was notaris Philip Libourel, die deze functie tot aan zijn overlijden in 1954 bleef vervullen. Daarna namen de burgemeesters van Delft,  die van 1925 tot 1973 in het bestuur zaten, de vol van voorzitter op zich (Van Walsum, De Loor en Ravesloot). In 1974 werd Louis Wijsenbeek, die al sinds 1948 in het bestuur zat, voorzitter, tot zijn vertrek in 1978. Hij werd opgevolgd door Hans Ressing (1978-1993), Daan de Quartel (1993-2013), Fred Eckhardt (2013-2021), Henk den Boer (2021-2023) en Léonore Heemskerk (2023-2024).       
Als eerste museumdirecteur trad een bestuurslid op, de huisarts Corneille Adriën (Kees) van Hees (1874-1959). Van Hees heeft het museum ingericht, waarbij op de eerste verdieping ook bouwkundige aanpassingen werden gedaan. Hij werd in 1937 opgevolgd door professor Huib Luns (1881-1942). Van Hees kocht in 1923 het pand aan de Oude Delft 132, dat elf jaar later werd overgenomen door zijn collega Johan Hendrik Ressing. De familie Ressing (zijn echtgenote Ellen Ressing-Kromwijk (1908-1987), hun zoon Hans Ressing (1934-2018) en zijn echtgenote Jacobien Ressing-Wolfert) zou gedurende twee generaties een belangrijke rol spelen in het bestuur en de exploitatie van het museum. In 1949 werd Ellen Ressing-Kromrijk curator. Zij was voorheen werkzaam als secretaris-penningmeester van de Vereniging van Vrienden van het Museum Paul Tetar van Elven, die actief was van 1938-1967. Van Hees bleef als bestuurslid van deze vereniging ook nog lange tijd betrokken bij het museum. Met name in de jaren vijftig werd het museum veelvuldig gebruikt voor ontvangsten door het gemeentebestuur en grote bedrijven. In 1968 werd Ressing-Kromrijk opgevolgd door haar zoon, die tot 1993 in het bestuur bleef, vanaf 1978 als voorzitter.      
Als beheerder werd in 1927 conform het testament aangesteld Johannes (Johan) Hazeveld (1879-1945), die zijn vader als timmerman van de familie Tétar van Elven was opgevolgd en die het huis nog kende uit de tijd dat het werd bewoond door Paul Tétar van Elven. Hij werd bijgestaan door zijn echtgenote Grietje Hazeveld-van Heerde (1884-1959), die hem na zijn dood opvolgde als beheerder. Voor het echtpaar werd in 1938 aan de achterzijde van het huis een kleine beheerderswoning gebouwd op de plek van de oude keuken. In dat jaar werd het achterhuis vrijwel geheel vervangen door een nieuwe tentoonstellingszaal met daarnaast de beheerderswoning. Ook de gang uit de 18e eeuw met twee naastgelegen binnenplaatsjes werd grotendeels opgeofferd voor het realiseren van een centrale hal voor ontvangsten. Grietje Hazeveld-van Heerde werd als conciërge opgevolgd door het echtpaar Christiaan van der Werf en Pieternella Metje Halve, die aanbleven tot halverwege 1962. Door hun vertrek moest het museum noodgedwongen sluiten tot vervanging werd gevonden. Dat gebeurde eind van het jaar in de personen van het echtpaar Ludovicus van Eeten en Maasje van Voorst. Zij vertrokken eind 1969, waarna het museum opnieuw sloot. Pas in 1978 kon het museum heropend worden dankzij de Sociale Werkvoorziening, waardoor suppoosten konden worden aangesteld. Vanaf 1982 zijn ook vrijwilligers in het museum werkzaam.    
Direct na de oorlog (1946-1947) werkte Jan van Borssum Buisman korte tijd als conservator. Hij organiseerde onder andere een tentoonstelling van 17e-eeuwse prenten van Nederlandse kastelen, afkomstig uit het Teylers Museum waar zijn vader Hendrik van Borssum Buisman (een neef van Van Hees) conservator was. In 1984 werd Ed de Heer conservator van het museum (1990-2009 directeur van het Rembrandthuis), opgevolgd door Marjan Reinders (1986-1993) en Lidy Thijsse (1993-2010). Destijds was de conservator tevens bestuurslid. Vanaf 1927 worden wisseltentoonstellingen georganiseerd, sinds 1987 jaarlijks en sinds 2010 twee per jaar.       
Sinds 2003 is Museum Paul Tetar van Elven een geregistreerd museum.    

## De collectie van het museum

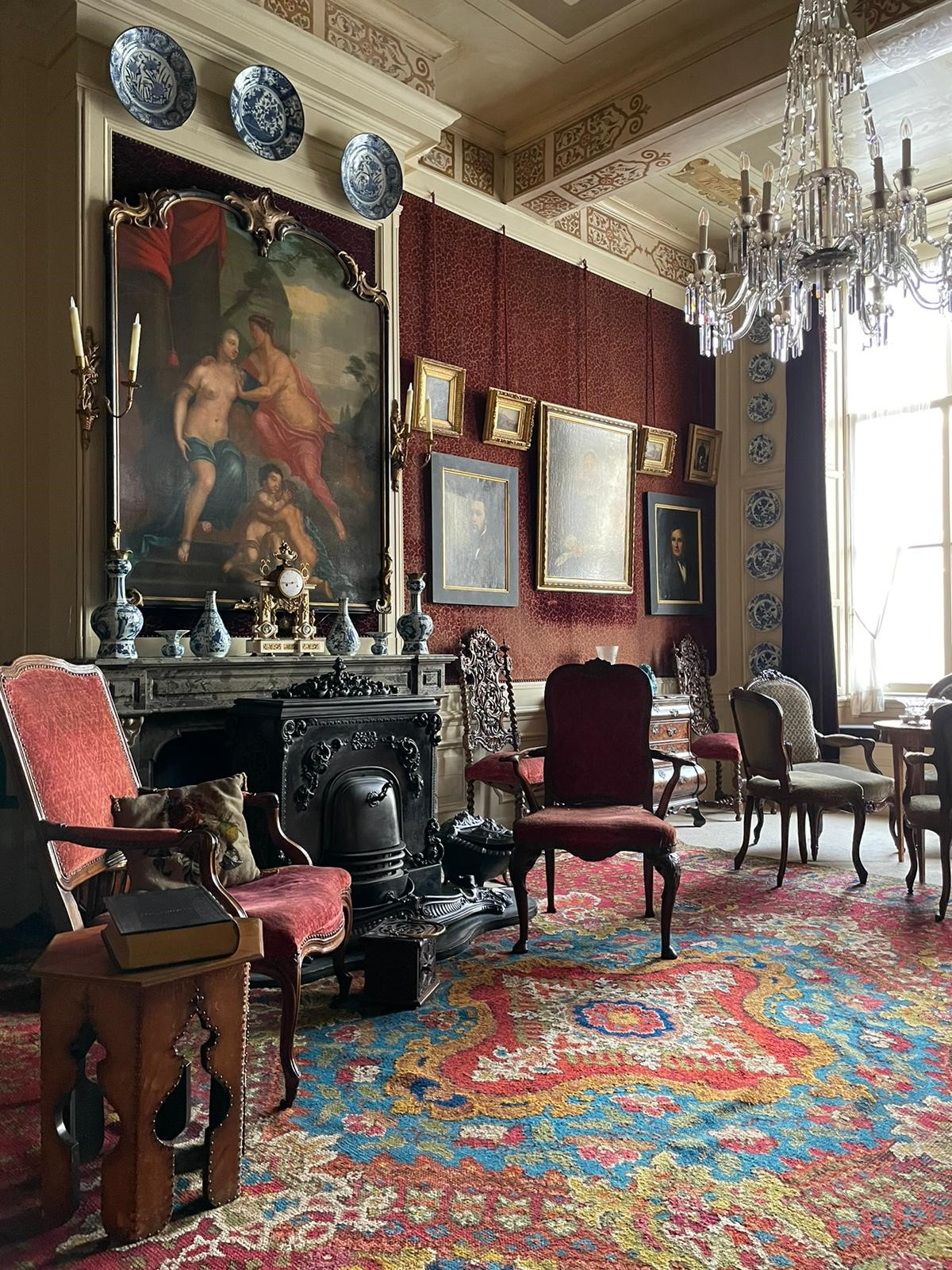
De salon van Museum Paul Tetar van Elven

In het museum is het grootste deel van het werk van Paul Tétar van Elven terug te vinden: historiestukken, portretten en kopieën van oude meesters. Zijn schetsboeken met stadsgezichten en portretten worden ook interessant gevonden. In het museum liggen ook vele van zijn medailles die hij won bij wedstrijden of exposities.
Maar ook schilderijen van tijdgenoten en een verzameling antiquiteiten en curiosa uit vroeger eeuwen, waaronder een grote collectie oosters porselein en Delfts aardewerk.
Het museum bevat een van de honderd best bewaarde interieurs van Nederland. Hierdoor kan men in het museum een goede indruk krijgen van de smaak en manier van wonen van de bourgeoisie in de 19e eeuw. Zo is het plafond in de salon in 1886 beschilderd met versieringen en de namen van bekende kunstenaars - zoals Hals, Michelangelo, Rembrandt, Rubens, Raphaël - in cartouches door Abraham Frans Gips (1861-1943), de  opvolger van Tétar van Elven als leraar handtekenen aan de Polytechnische School. Het een beschildering op papier, vervolgens aangebracht op het plafond.
In het achterhuis is in 1975-1976 de "sael" uit het pand Wijnhaven 9, genaamd De Swaen, geplaatst. Deze kamer dateert uit 1732 en is in een late Lodewijk XIV-stijl. Het plafond met Aurora in haar zegekar is waarschijnlijk gemaakt door de stucwerker Joseph Bollina. Op de eerste verdieping zijn onder meer een atelier in Oud-Hollandsche stijl en een bibliotheek met goudleerbehang te zien. 

## Organisatie van het museum
Museum Paul Tetar van Elven trok in 2022 meer dan 9000 bezoekers, o.a. ter gelegenheid van een expositie van Thérèse Schwartze. In 2023 werd het tweehonderdste geboortejaar van de naamgever van het museum gevierd met tentoonstellingen over de kunstenaarsfamilie Tétar van Elven, tekeningen naar naaktmodel en de verzameling kostuums uit de 18e en 19e eeuw. 
De organisatie bestaat in 2025 uit een directeur-conservator (sinds 2010 Alexandra Oostdijk) en ongeveer 50 vrijwilligers. Daarnaast is er een onbezoldigd bestuur. Naast de vaste presentatie organiseert het museum jaarlijkse twee tijdelijke tentoonstellingen en allerlei activiteiten, zoals rondleidingen, workshops, lezingen en concerten. 

## Galerij

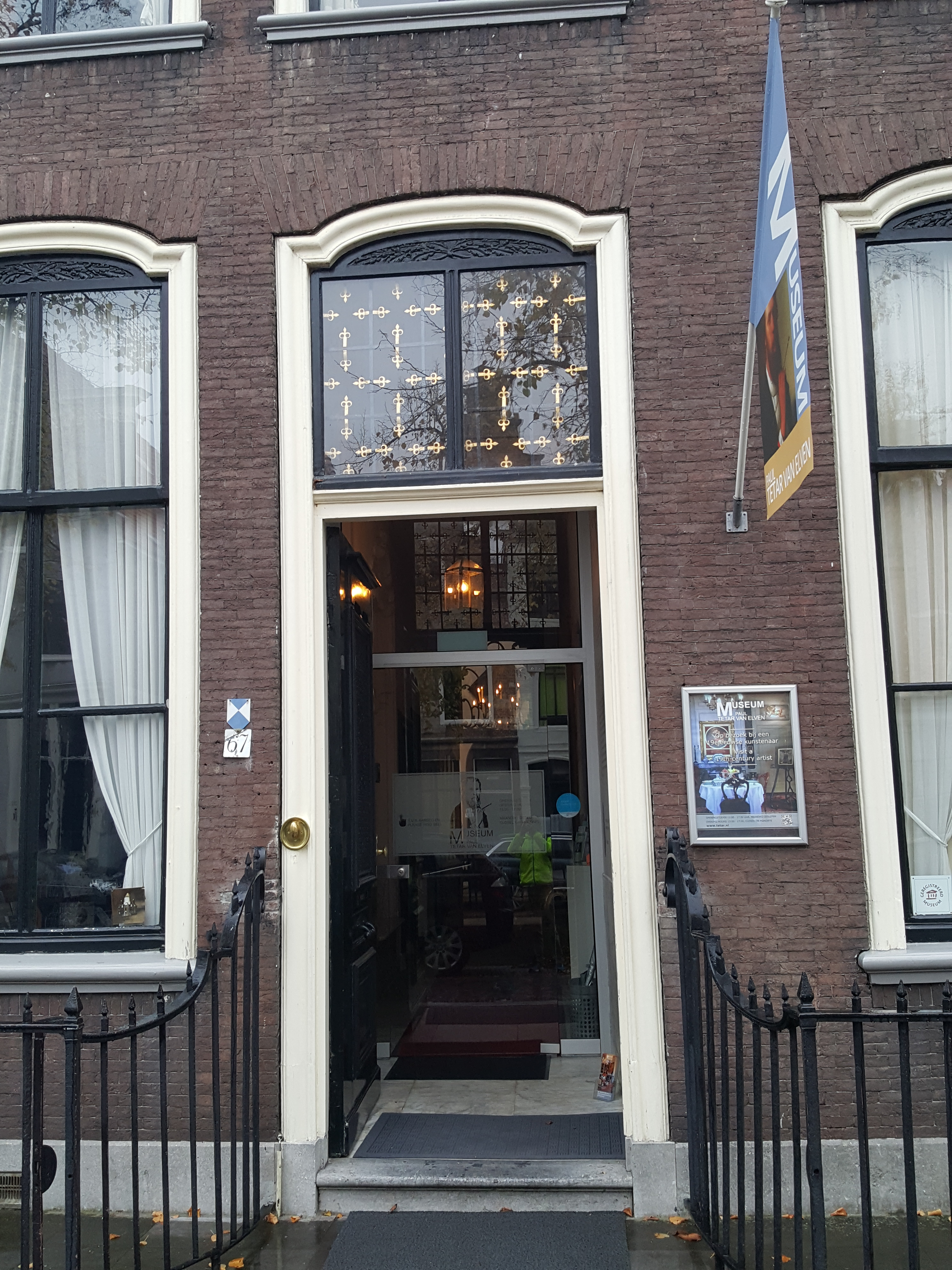
Ingang
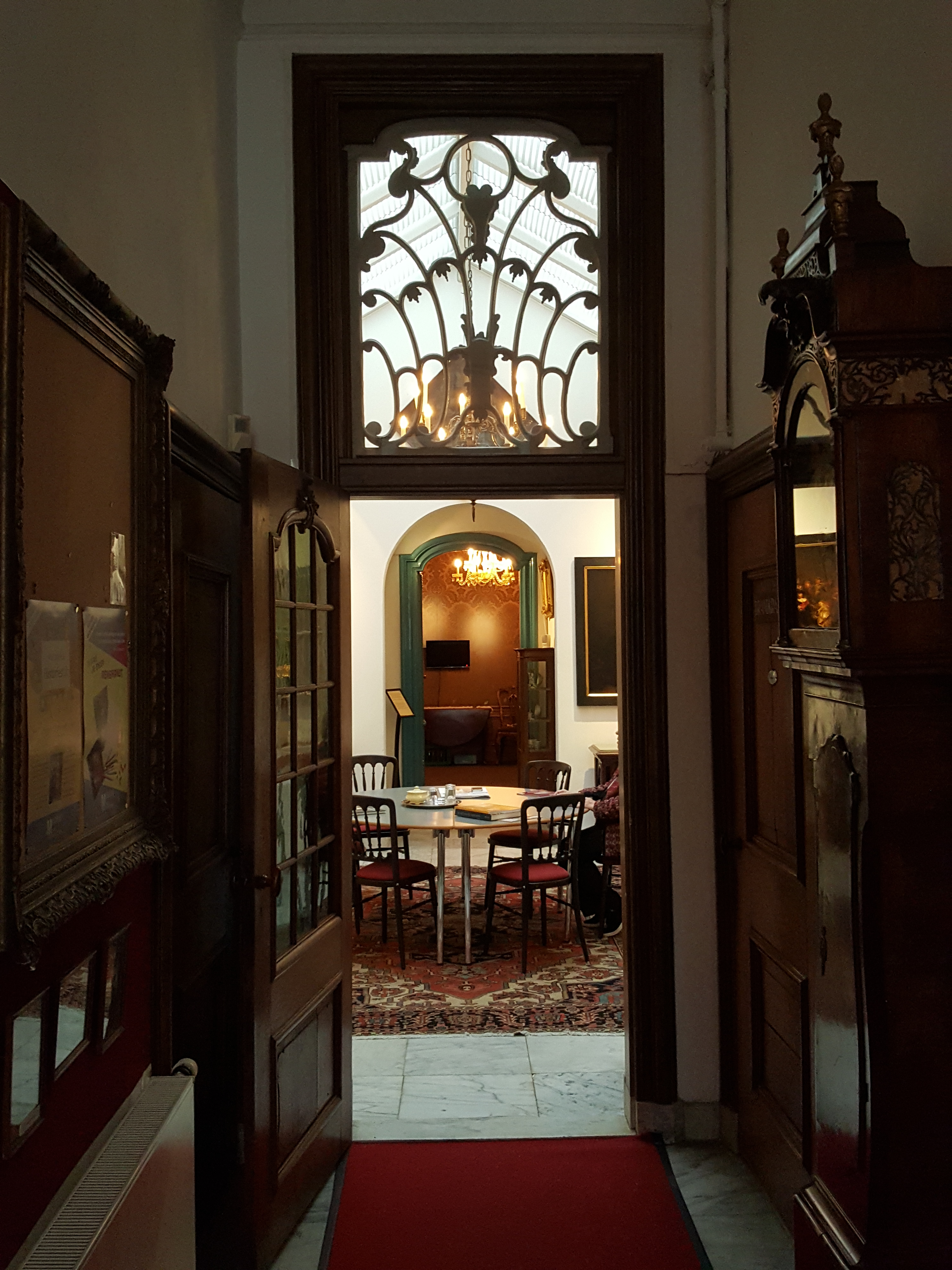
Hal begane grond
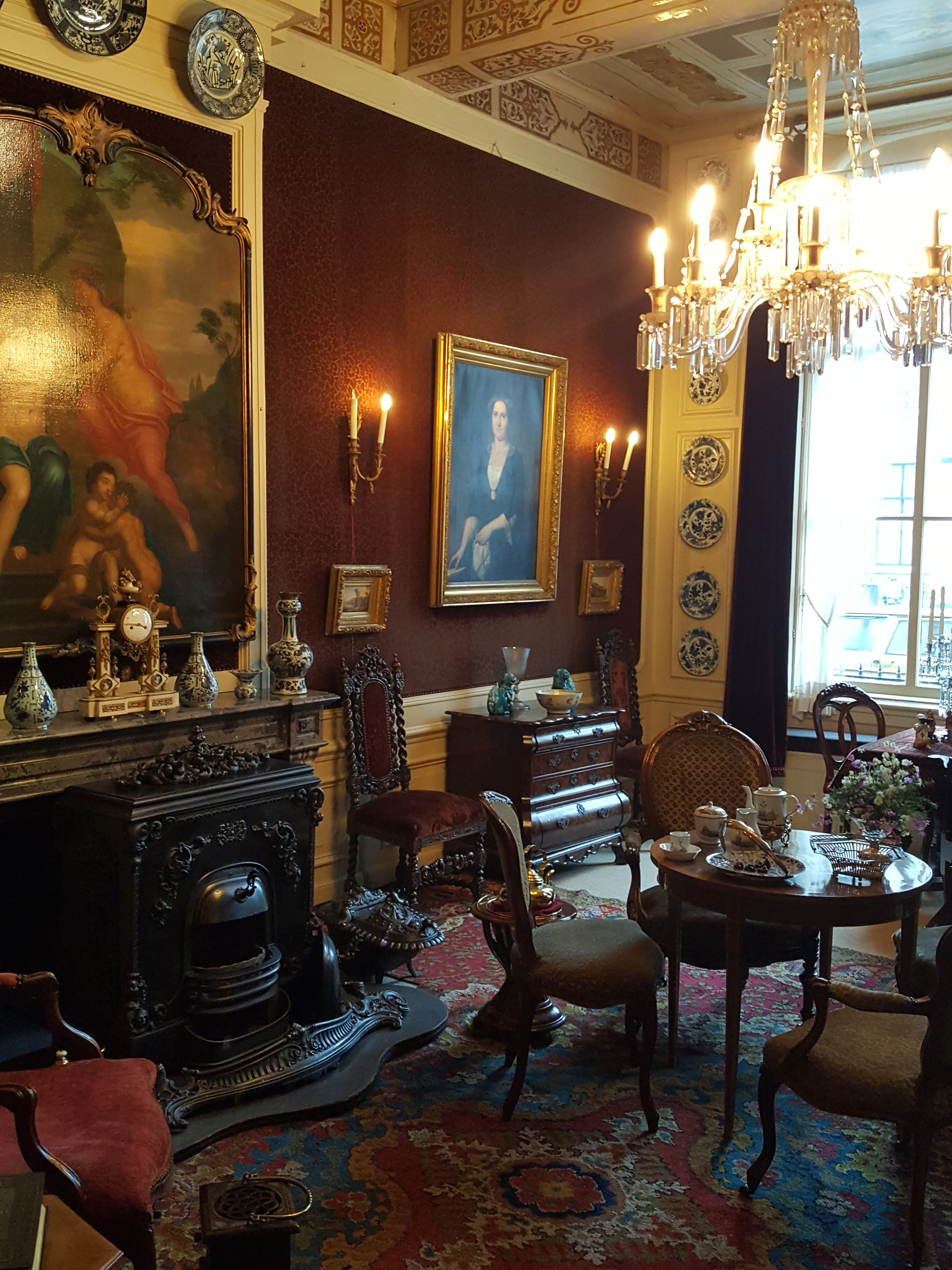
Salon
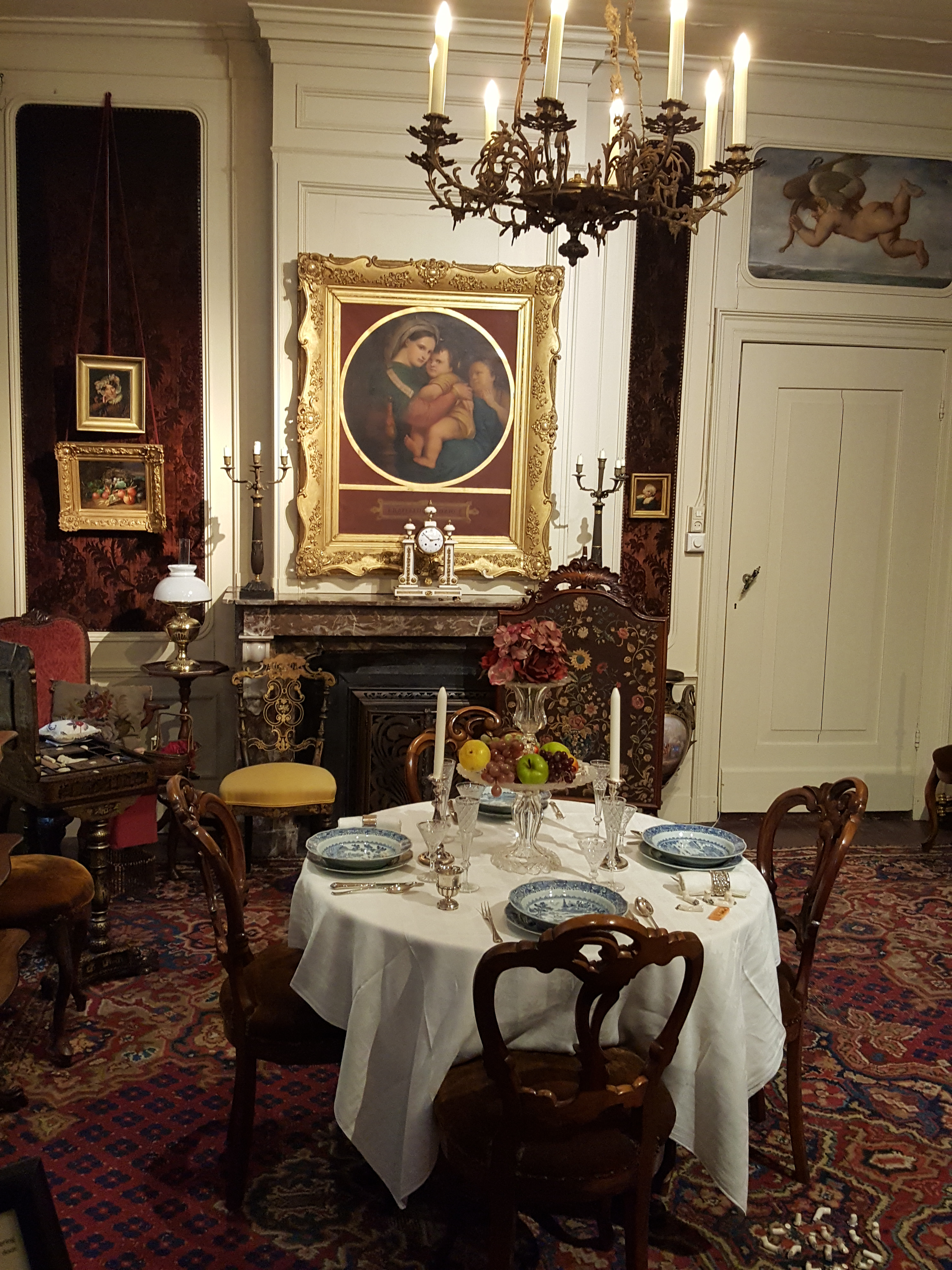
Eetkamer
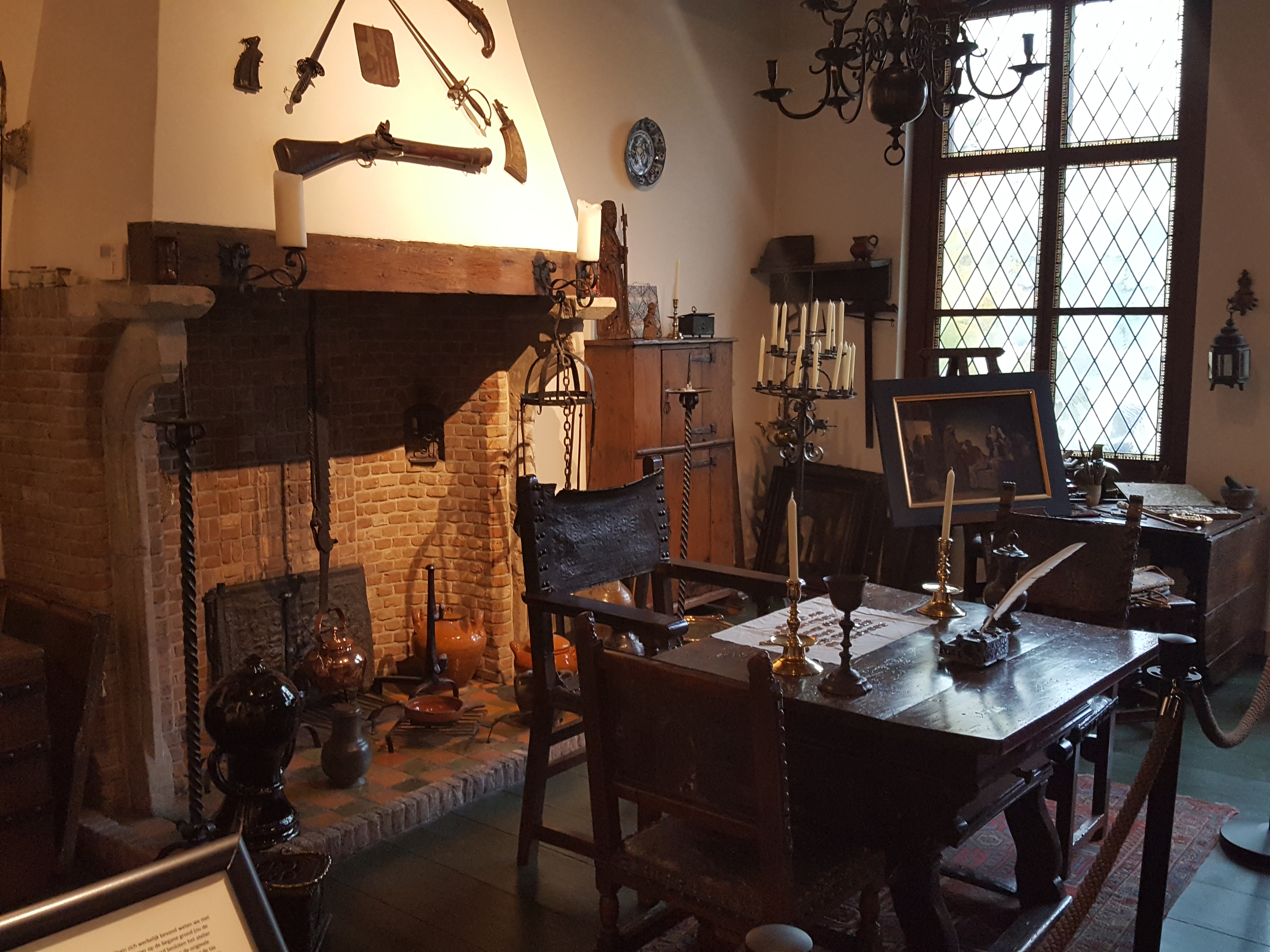
Atelier
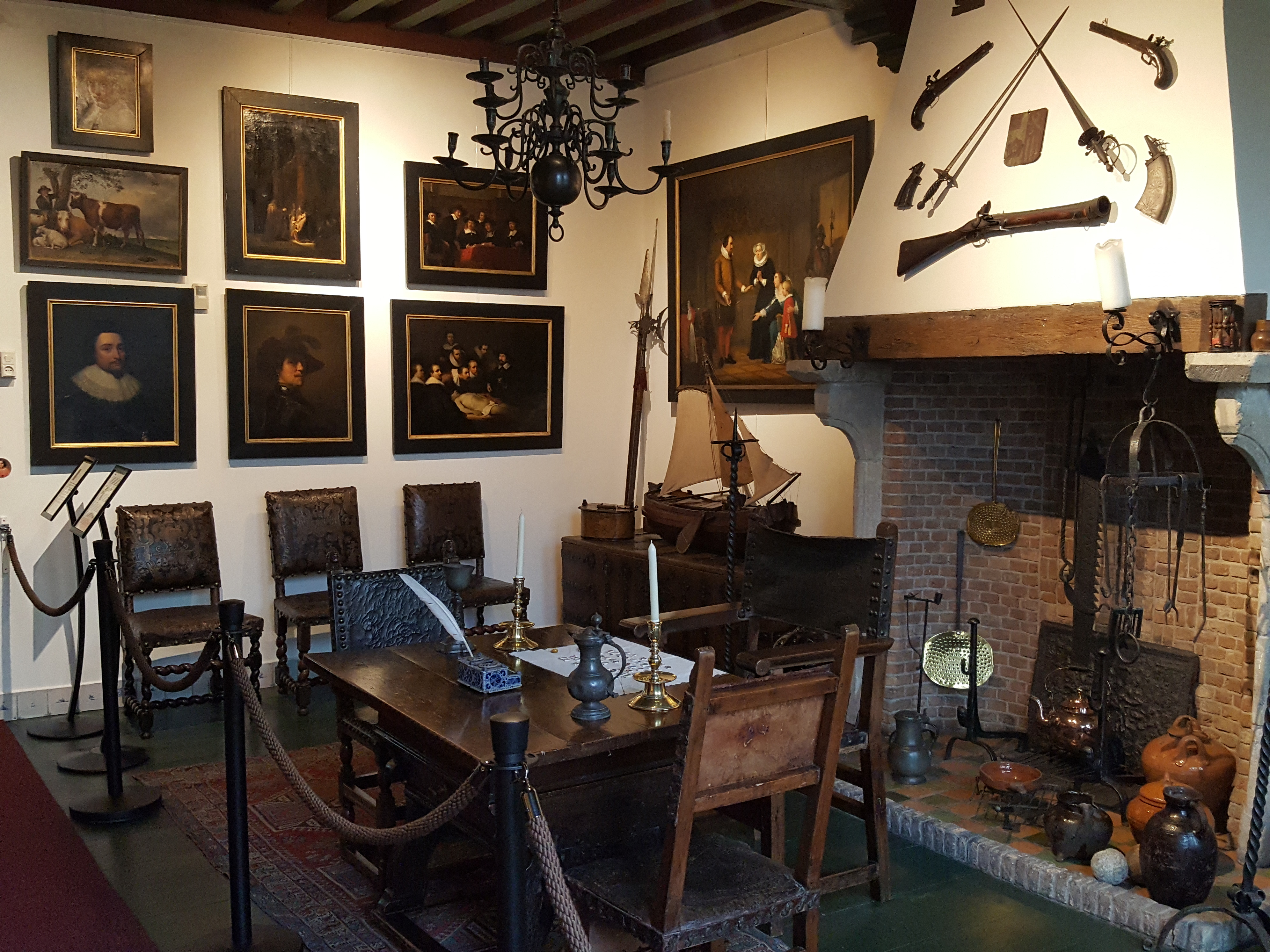
Atelier, kopieën Nederlandse Meesters
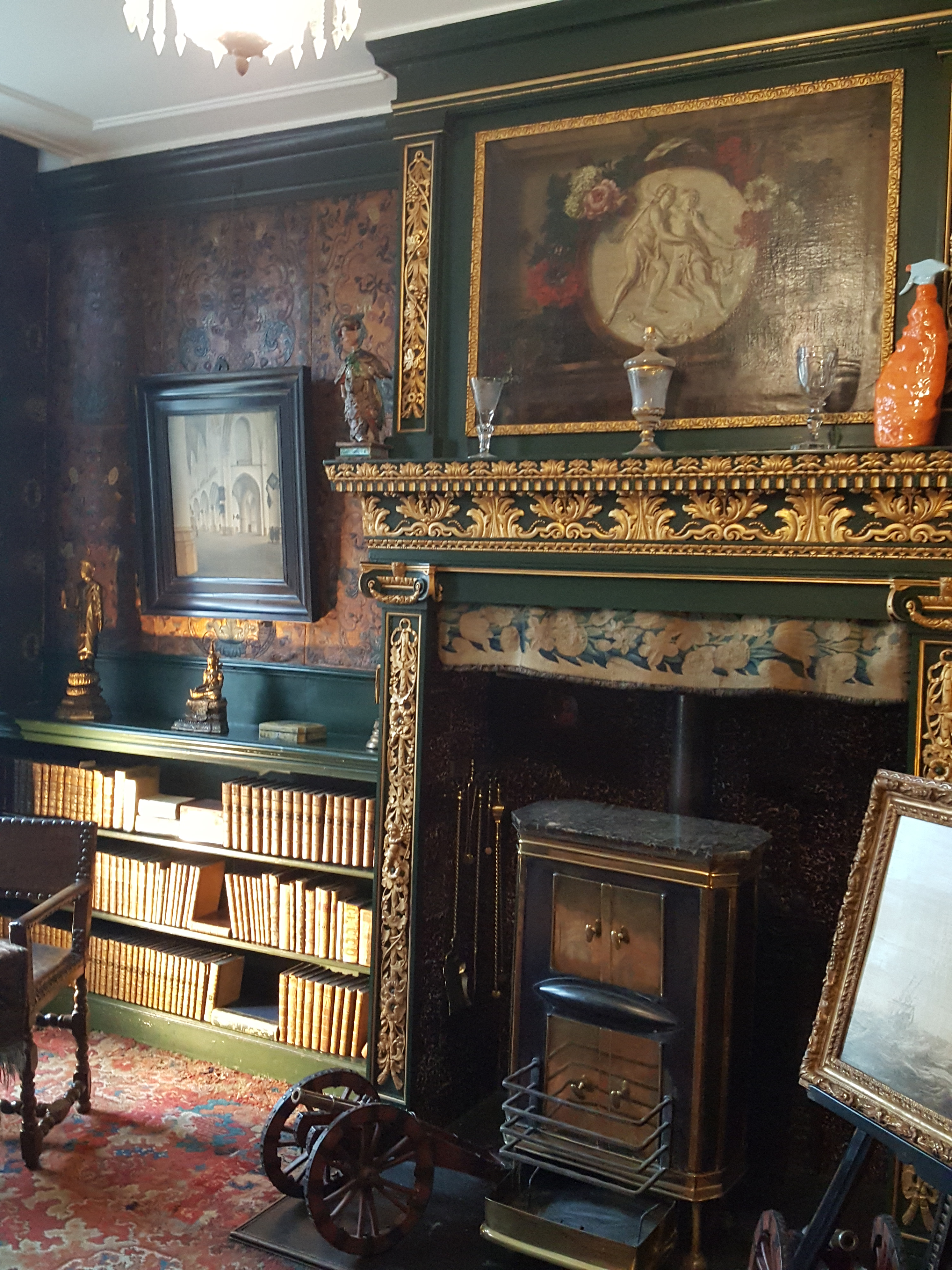
Bibliotheek
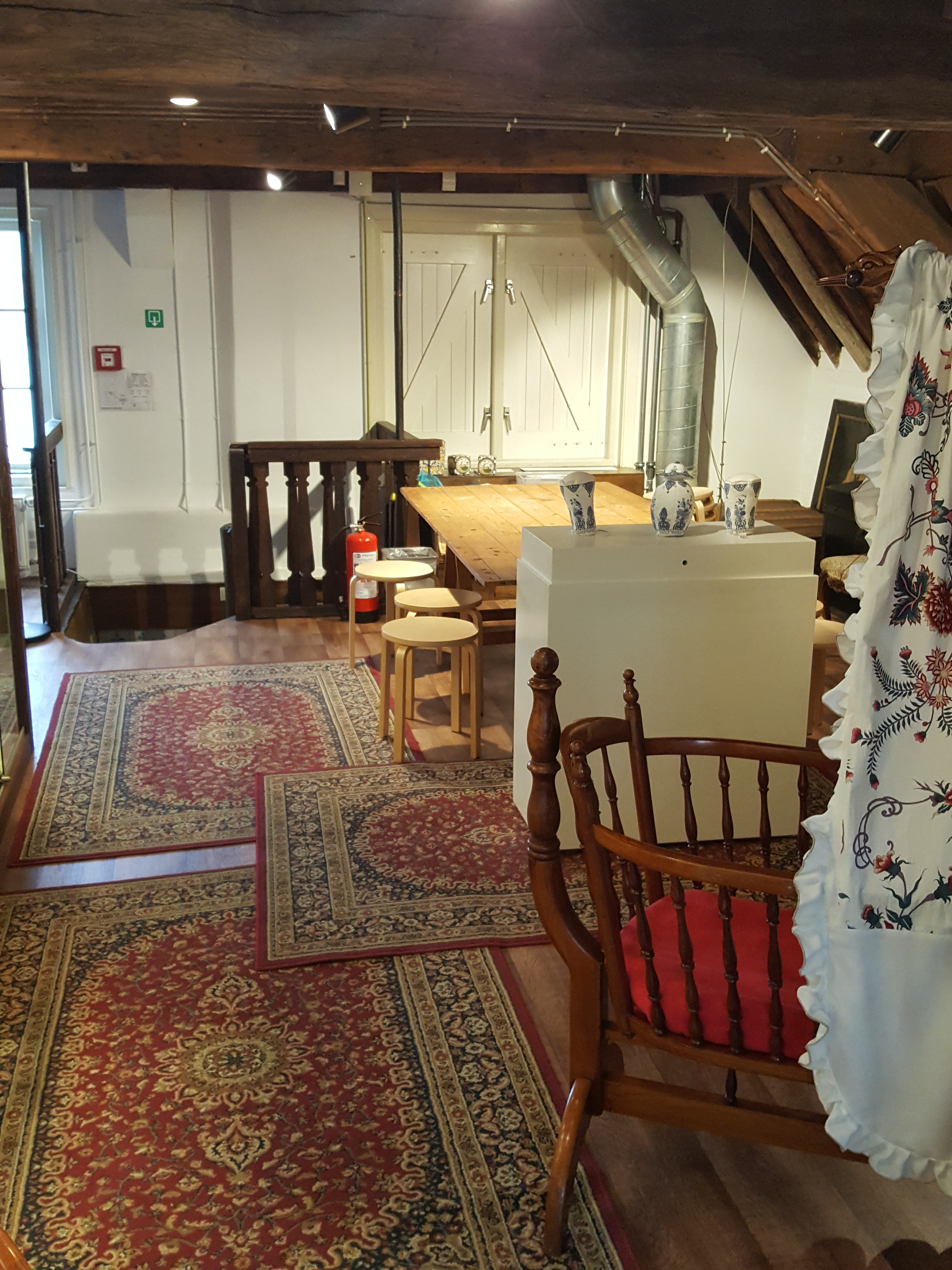
Zolder
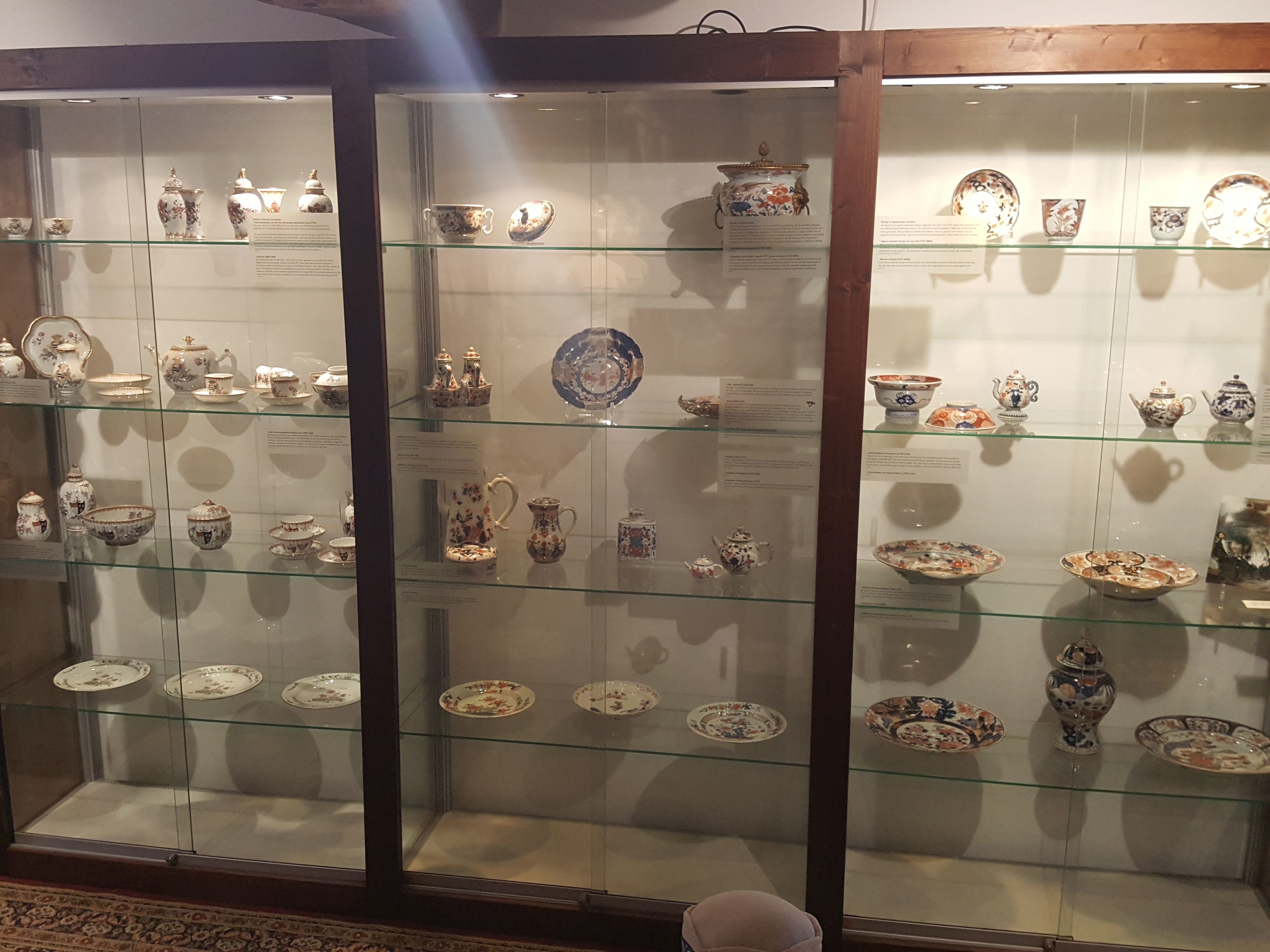
Zolder, porselein